# Diastemă

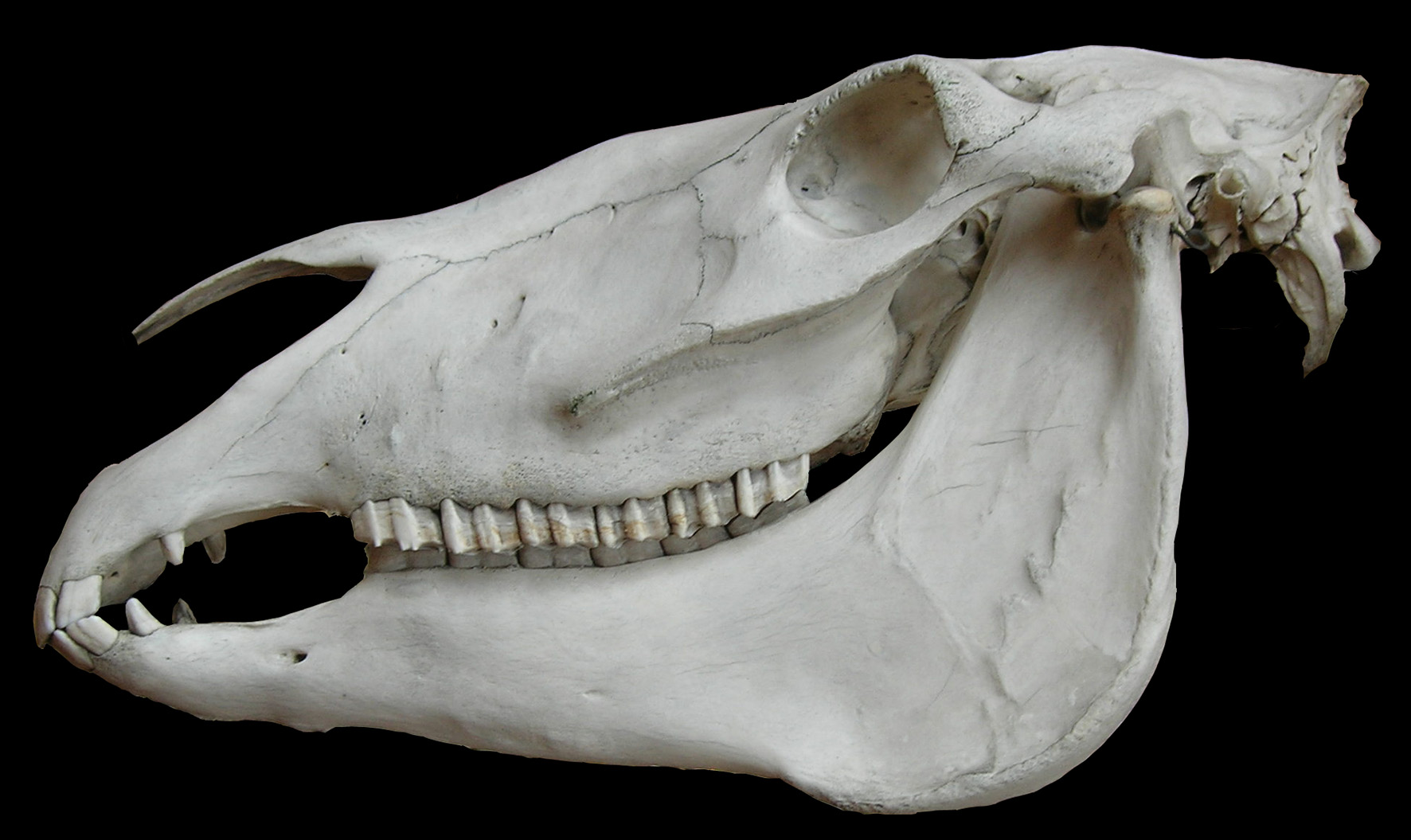
O diastemă mare la un cal între incisivi, canini și molari

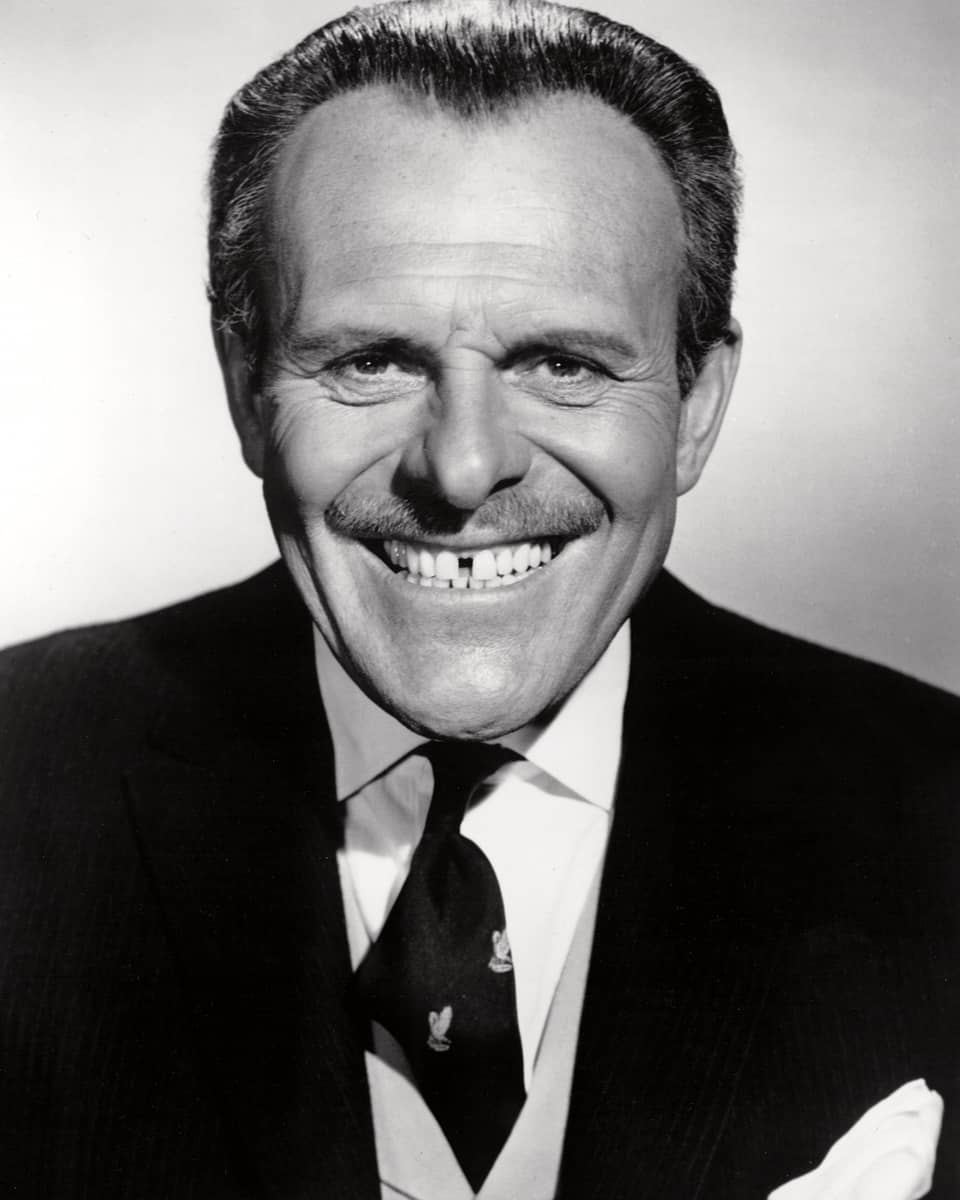
Actorul Terry Thomas cunoscut pentru o diastemă de 8,5 mm între cei doi incisivi centrali superiori

Diastema (din greaca diastēma = interval) este un spațiu liber între doi dinți. La mamiferele erbivore (rozătoare, ungulate: perisodactile, artiodactile, hiracoidee) diastema separă incisivii de măsele și creează un spațiu în care mâncarea poate fi reținută și pregătită pentru măcinare. Acest spațiu este umplut de dinții canini mari la carnivore.
La om prezența diastemei (numită popular strungăreață) este normală pentru dantura temporară, dar nu și pentru cea permanentă. Termenul este folosit la om în special pentru spațiul dintre cei doi incisivi centrali superiori (îndeosebi) sau inferiori. 